# Sohnreyia maigualidensis
Sohnreyia maigualidensis är en vinruteväxtart som beskrevs av J.R.Grande & Kallunki. Sohnreyia maigualidensis ingår i släktet Sohnreyia och familjen vinruteväxter. Inga underarter finns listade i Catalogue of Life.